# Antoon Coolen

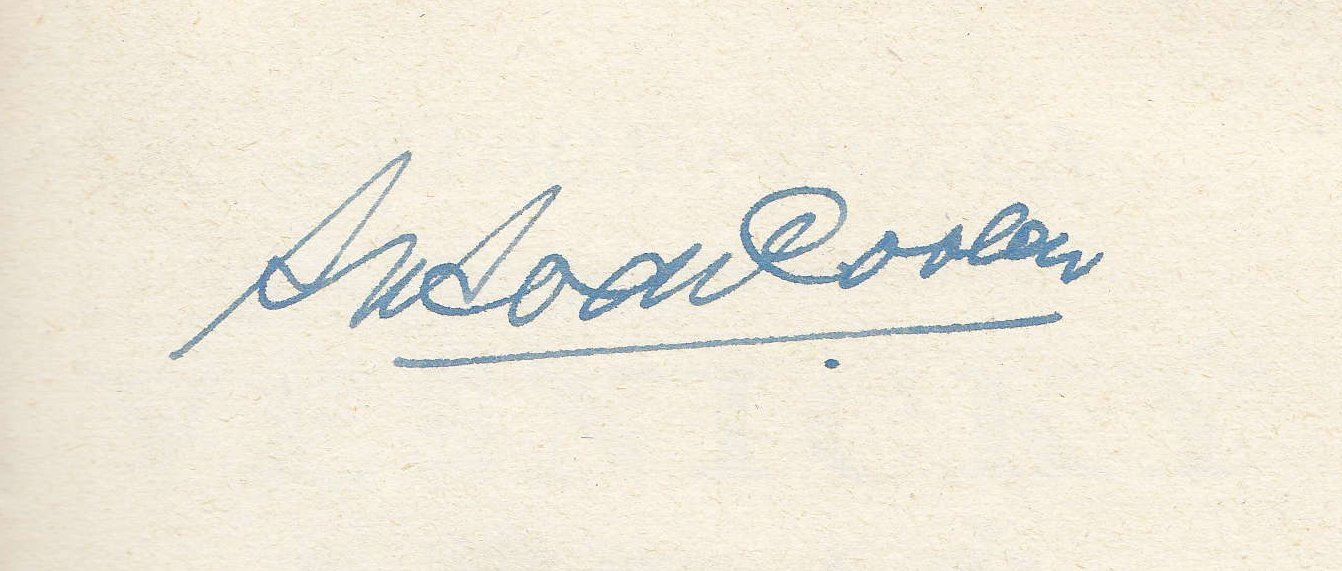
Autograf Antoona Coolena

Antoon Coolen (właśc. Franciscus Antonius Coolen, w polskich opracowaniach także: Anton Coolen, ur. 17 kwietnia 1897 w Wijlre, zm. 9 listopada 1961 w Waalre) – holenderski pisarz i dziennikarz, uprawiający tzw. powieść regionalną.

## Życiorys
Coolen urodził się we wsi Wijlre (południowa Limburgia), jako syn browarnika. Jego rodzice pochodzili z Północnej Brabancji. Antoon był ich trzecim dzieckiem z ośmiorga. Od 1903 r. jego rodzina mieszkała w Deurne, gdzie rodzice Coolena prowadzili sklep. Coolen zapoznał się wówczas z mieszkającym po sąsiedzku Hendrikiem Ouwerlingiem, holenderskim nauczycielem, historykiem i dziennikarzem, z którego biblioteki korzystał, a który inspirował jego twórczość. Dom, w którym Ouwerling mieszkał od 1913 r. został po jego śmierci odkupiony przez Coolena i służył mu za mieszkanie przez kilka lat. Później (1937) Coolen przeniósł się do miejscowości Waalre, gdzie mieszkał do śmierci.
Coolen zadebiutował w 1914 r. Choć publikował już w latach 20., popularność przyniosły mu dopiero powieści wydane w latach 30.: Dorp aan de rivier (Wieś nad rzeką), która była inspirowana życiem Hendrika Wiegersmy, holenderskiego lekarza, malarz i pisarza (1934), Herberg in 't Misverstand (1938), oraz oparta na faktach powieść De Goede Moordenaar (1931). W swych powieściach Coolen posługiwał się prostym, niewyszukanym językiem, do którego wplatał elementy dialektalne, chętnie przy tym sięgając po legendy i historie ludowe. Coolen jest autorem również kilku zbiorów bajek światowych we własnym opracowaniu.
Pracował jako dziennikarz w wydawanym w Hilversum piśmie Gooische Post, a następnie w katolickim piśmie De Gemeenschap.
Na początku października 1961 r. w niewyjaśnionych okolicznościach Coolen wypadł z jadącego pociągu, stracił przytomność i przez kilka godzin leżał przy torach. Udało mu się o własnych siłach dojść do pobliskich zabudowań, lecz w wyniku powikłań, związanych z tym wypadkiem, zmarł miesiąc później, w wieku 64 lat. Został pochowany w kościele św. Willibrorda w Waalre.
Był żonaty z Gerdą de Jong (1901-1964) i miał z nią czterech synów: Stijna (ur. 1931), Guidona (1932), Feliksa (1933) i Petera Hendrika (1937-1947). Wszyscy otrzymali imiona znanych holenderskich pisarzy: Stijna Streuwelsa, Guidona Gezelle i Felixa Timmermansa, zaś najmłodszy otrzymał imiona od Hendrika Wiegersmy i jego żony Petronelli.
W 1958 r. jego powieść Dorp aan de rivier została sfilmowana przez Fonsa Rademakersa. Zrealizowany w 1990 r. serial telewizyjny De Brug był inspirowany powieściami De grote voltige (1957) oraz Stad aan de Maas (1960).
Na język polski została przełożona (w dodatku z języka niemieckiego) tylko jedna powieść Coolena, Kobieta i jej sześciu braci śpiących (ndl. De vrouw met de zes slapers, 1953; przekł. M. Kłos-Gwizdalska). Ukazała się ona w serii Klub Interesującej Książki, Warszawa 1977.